# La Paz (Baja California Sur)
La Paz is de hoofdstad van de Mexicaanse staat Baja California Sur. Het ligt in het zuiden van het schiereiland Neder-Californië aan de Golf van Californië. La Paz heeft 189.176 inwoners (census 2005) en is de hoofdplaats van de gemeente La Paz.
De stad ligt tussen bergen en een baai, en heeft een haven. Bronnen van inkomsten zijn zilver, landbouw, visserij en toerisme.
In het verleden was ook de parelindustrie belangrijk voor de stad. Dit gaf inspiratie aan de Amerikaanse auteur John Steinbeck voor het schrijven van zijn novelle The Pearl.

## Galerij

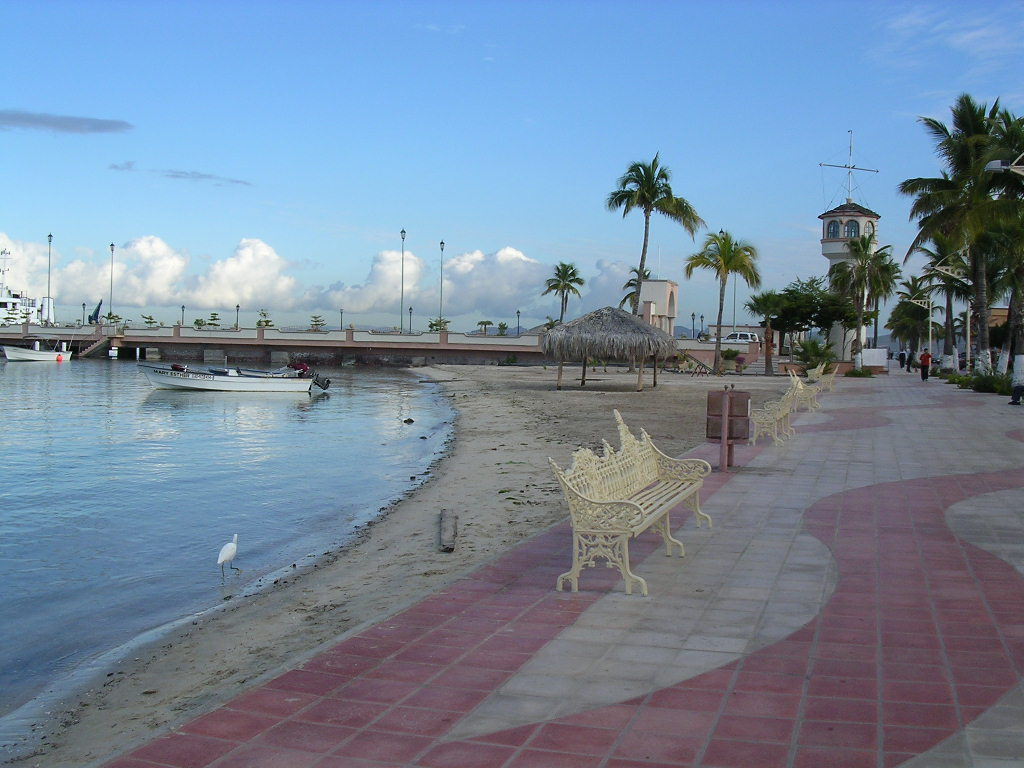
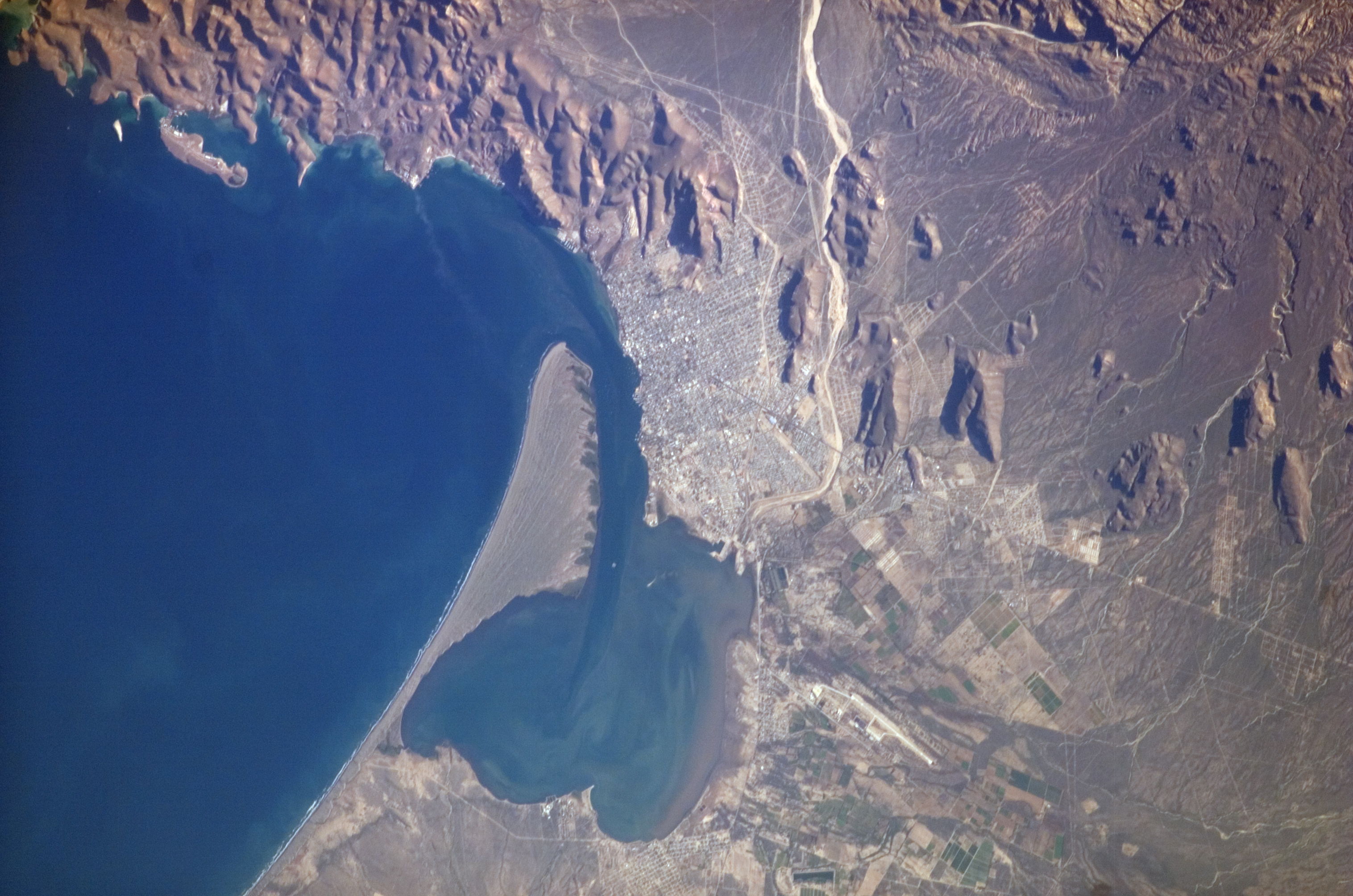
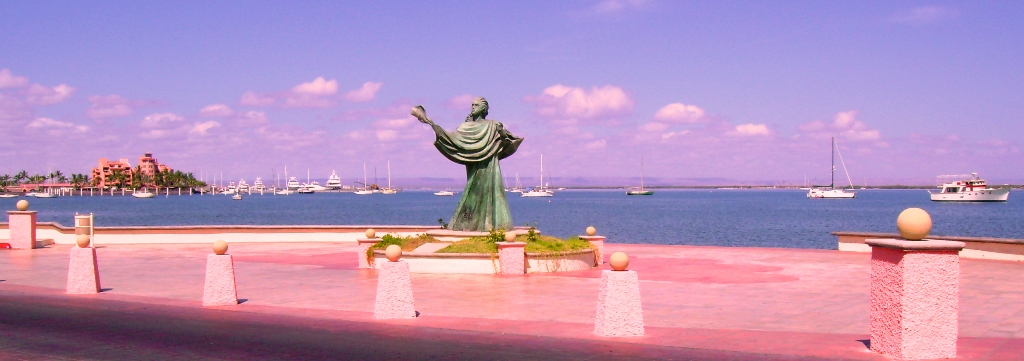
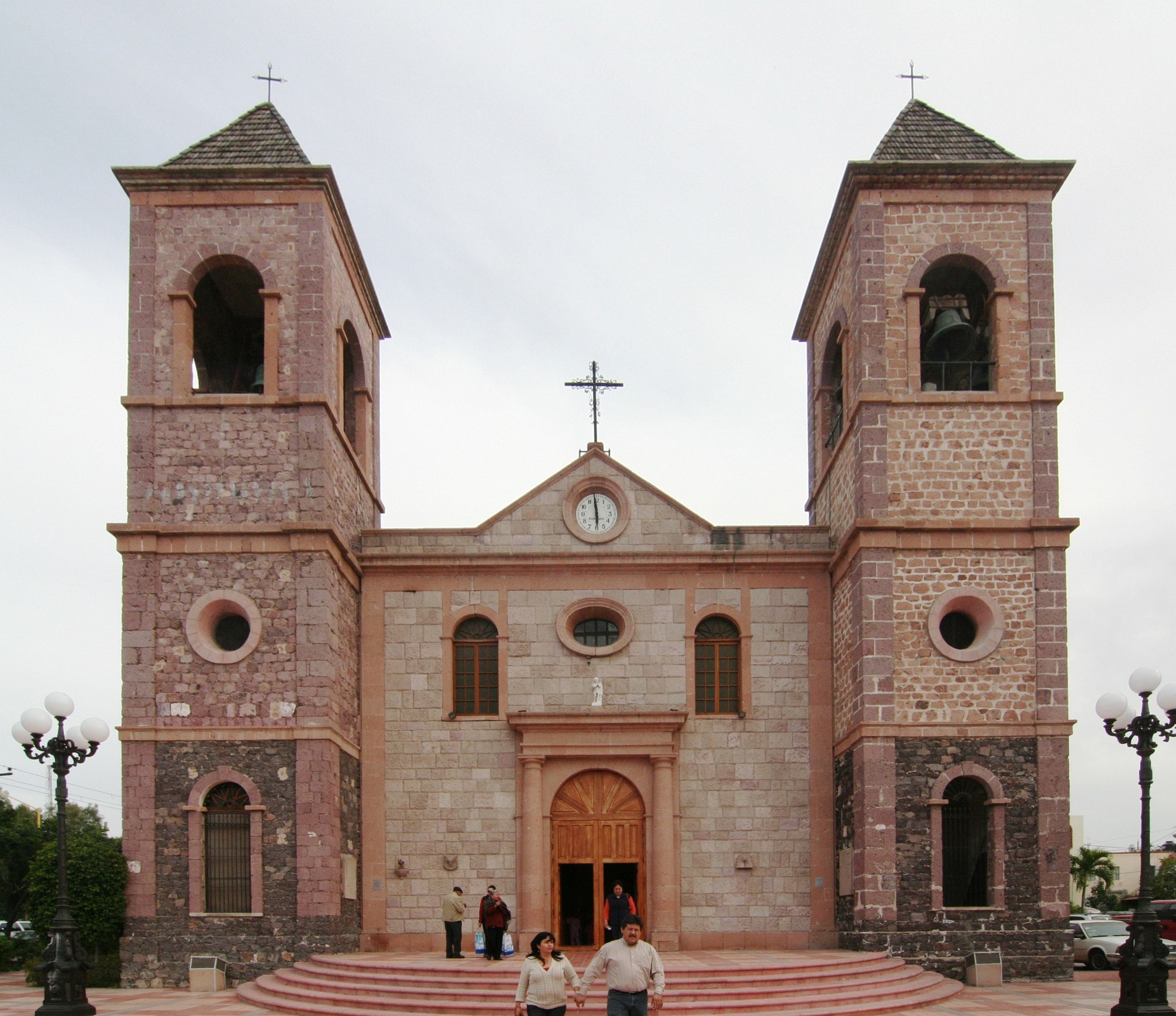
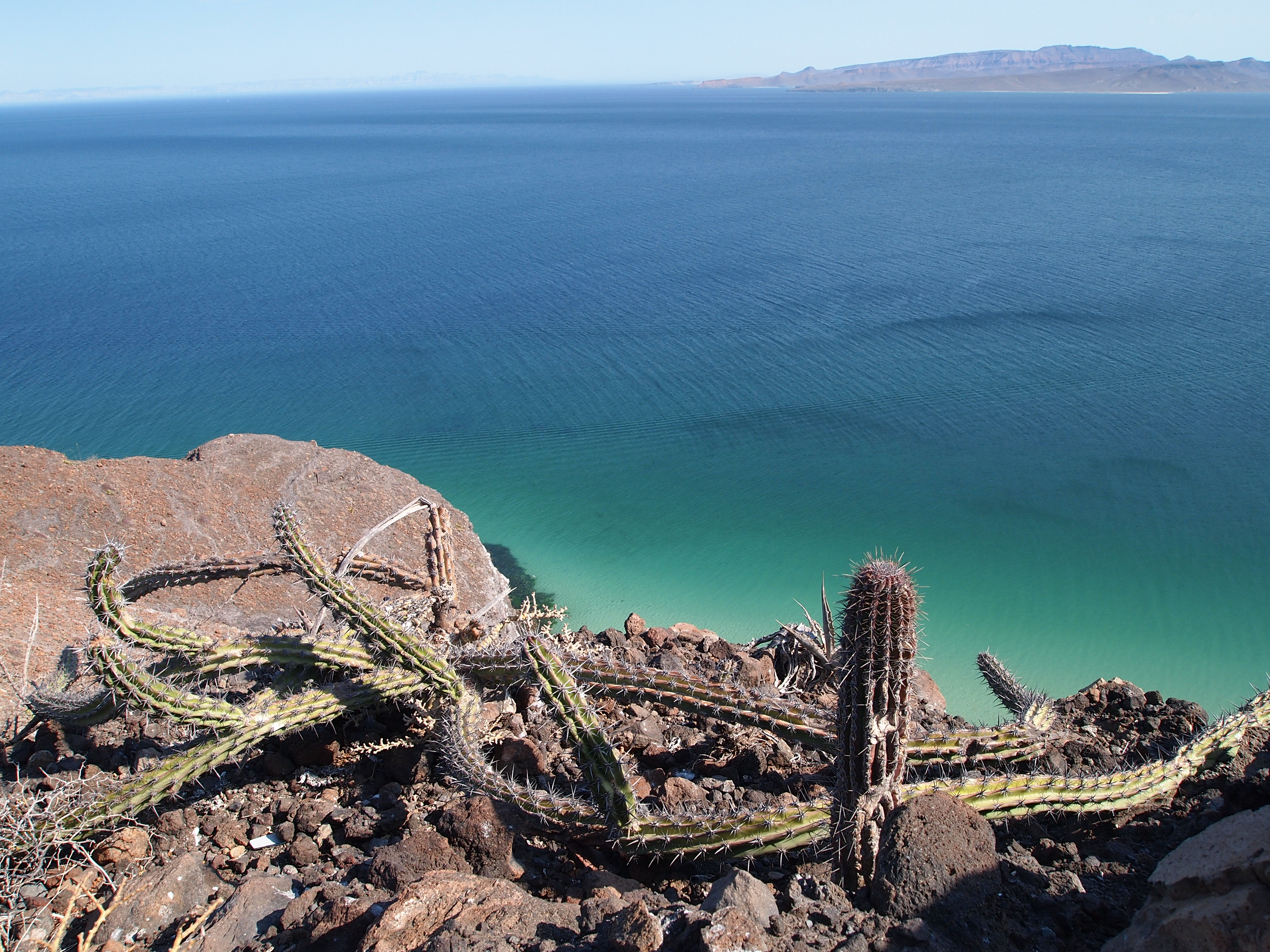